# Yuji Hoshi
Yuji Hoshi (født 27. juli 1992) er en japansk fodboldspiller, som spiller for den japanske fodboldklub Oita Trinita.